# Campeones TV
Campeones TV, Canal 37, es un canal de televisión abierta nicaragüense. Su programación es enteramente deportiva y es el primer Canal deportivo en Nicaragua con cobertura nacional y en señal abierta.

## Redes Sociales
Cuenta con un Canal en YouTube: https://www.youtube.com/@campeonestv37
Además, cuenta con su página en Facebook, Instagram y Threads.
Facebook: https://www.facebook.com/campeones.t
Instagram: https://www.instagram.com/campeones_tv/ y 
Threads: https://www.threads.com/@campeones_tv

## Programación
A partir del 1 de julio del 2025, Campeones TV obtuvo los derechos del programa de crítica deportiva de España, El chiringuito de Jugones, presentado por Josep Pedrerol, reconocido periodista deportivo con gran arrastre mediático y presencia en redes.
El chiringuito de Jugones, es transmitido por Campeones TV en Nicaragua de 7 a 10 de la noche y retransmitido de 5 a 8 de la mañana de lunes a viernes.
Campeones TV, también tiene los derechos de transmisión de los torneos de fútbol nacional Liga Primera y Copa Primera; además de contar con los derechos del torneo de béisbol Germán Pomares Ordoñez.
En la parrilla de Campeones TV se puede encontrar documentales deportivos, boxeo, fútbol internacional, películas deportivas y noticias deportivas.